# 헐리우드 어드벤쳐
헐리우드 어드벤쳐(중국어: 横冲直撞好莱坞, 영어: Hollywood Adventures)는 중국에서 제작된 티모시 켄달 감독의 2015년 액션, 코미디, 모험 영화이다. 자오웨이 등이 주연으로 출연하였다.

## 출연

### 주연
- 자오웨이
- 황효명
- 퉁다웨이

### 조연
- 성 강
- 라이스 코이로
- 앨리시아 벨라 베일리
- 미시 파일
- 사이몬 헬버그
- 레베카 올레이니차크
- 스티븐 토보로스키
- 릭 폭스
- 프랭크 드랭크
- 케빈 M. 브레넌
- 브라이언 스미스